# 着物モデル
着物モデル（きものモデル）は、ファッション誌やテレビCM、撮影会などで着物を着用して被写体となるモデルのひとつ。
着物モデルになるには、モデル事務所からの斡旋でなる例が多い。
とりわけ若い（おおむね20代の）女性の着物モデルは振袖を着用することが多い。

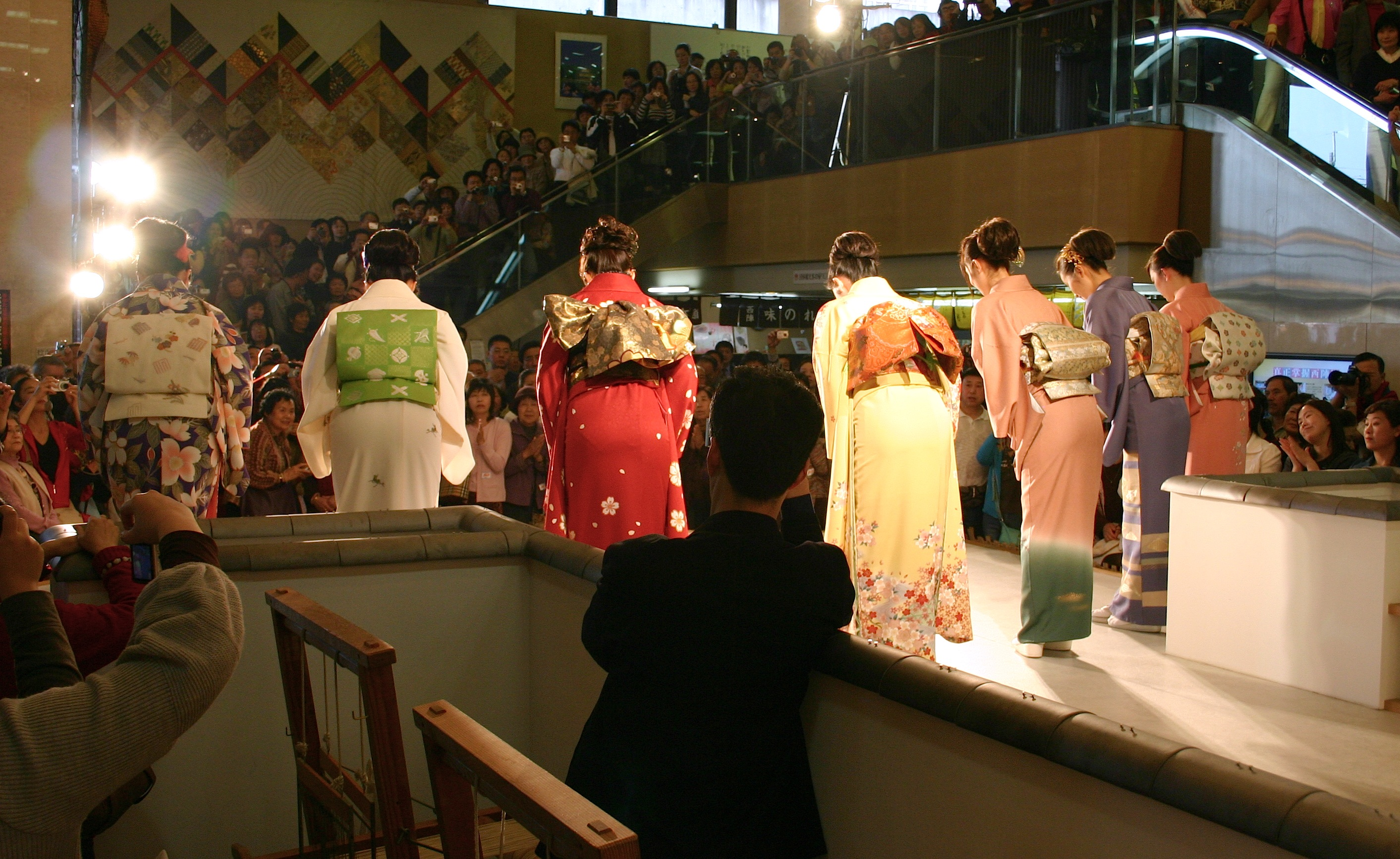
京都・西陣織会館　着物ファッションショー　(2007年)

## ギャラリー

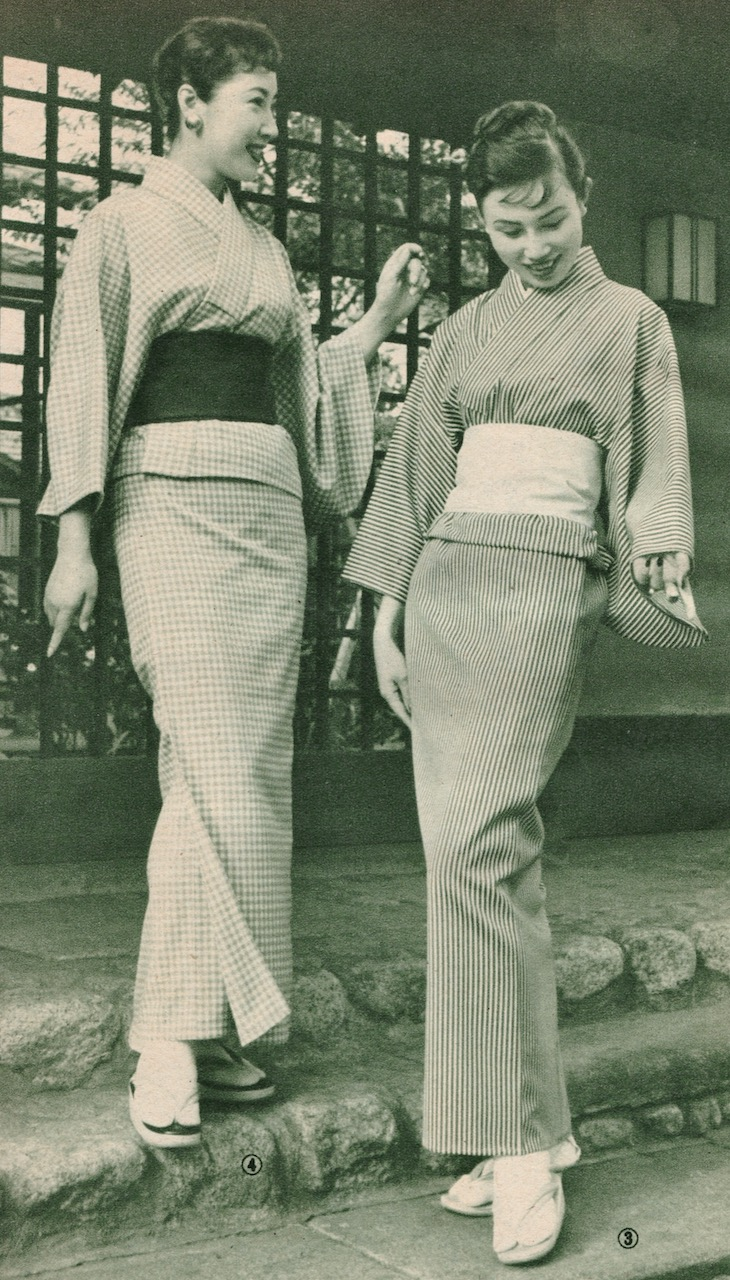
『装苑 』1957年2月号ウール着物
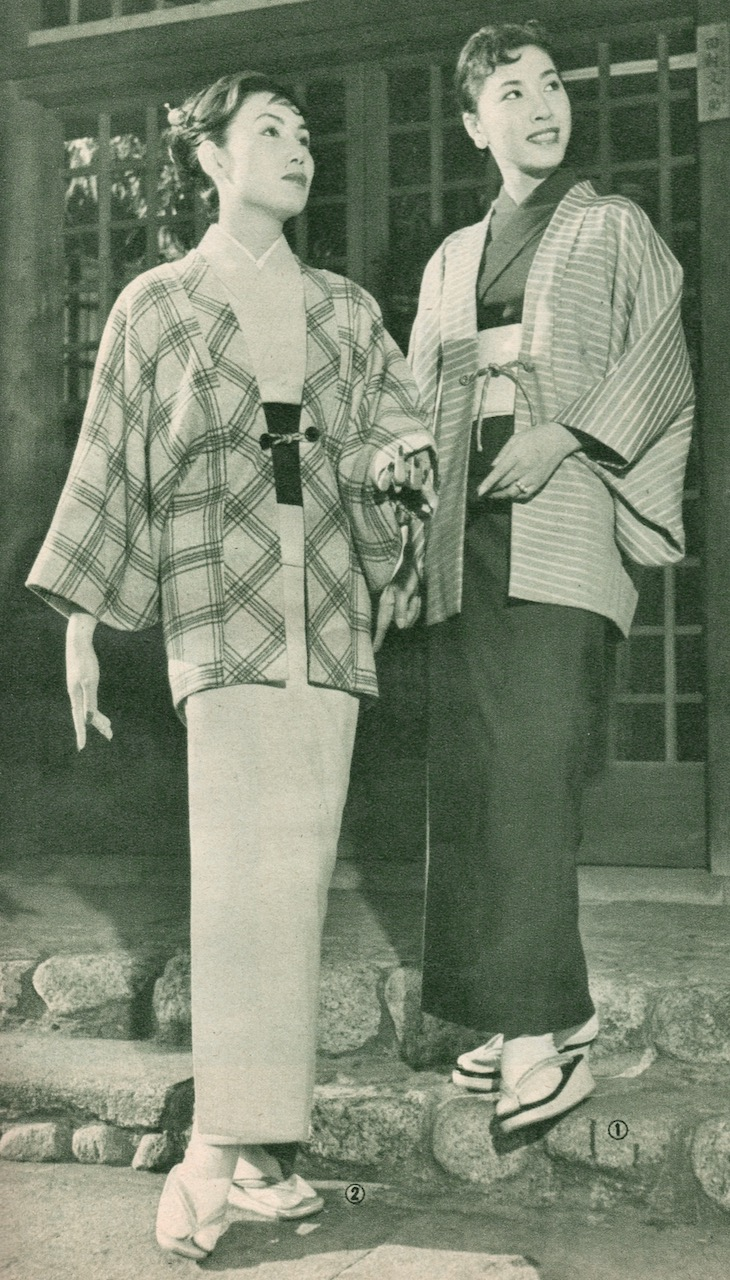
『装苑』1957年2月号 茶羽織
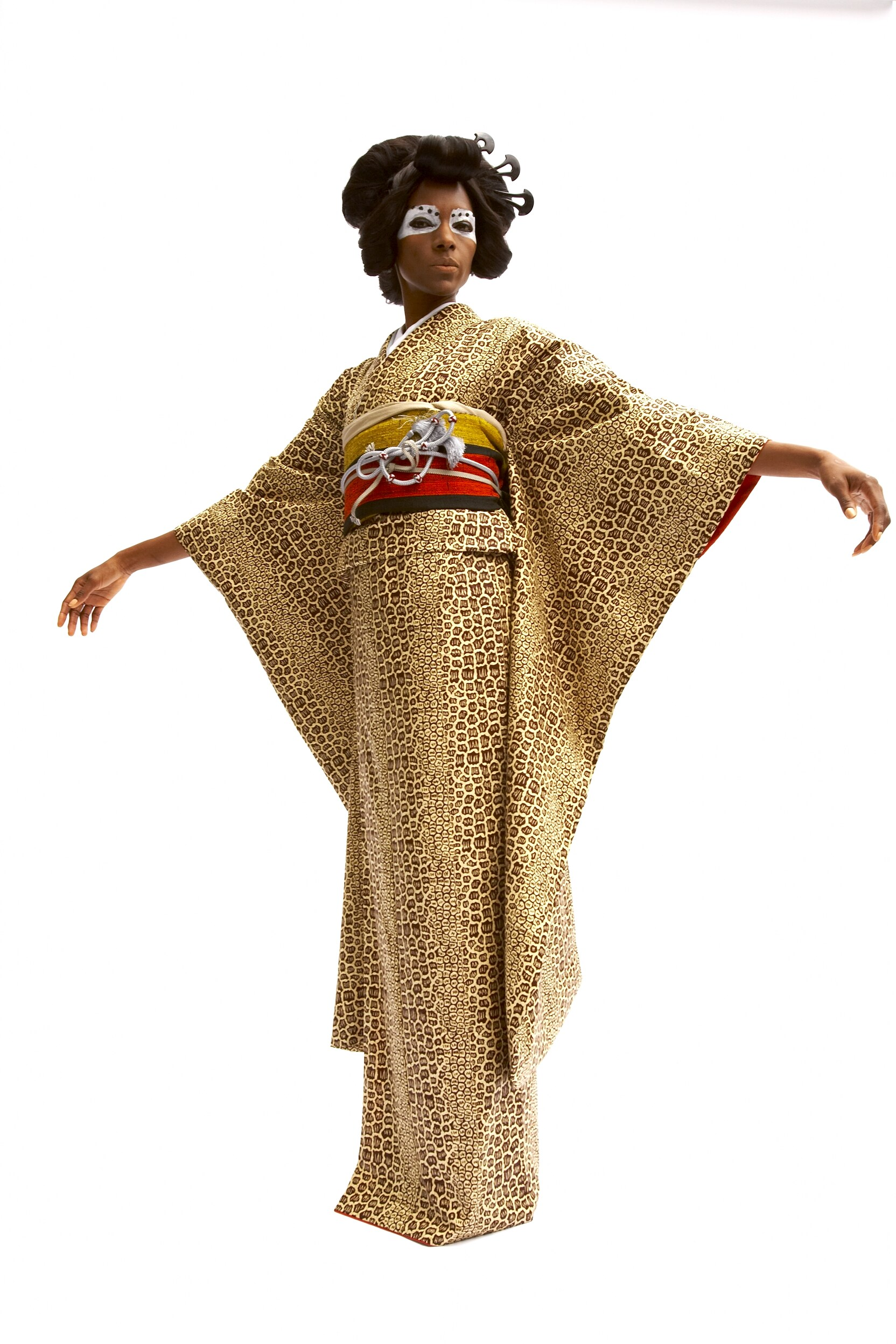
カメルーン出身のデザイナーセルジュ・ムアング（英語版）デザインの振袖(2009年)
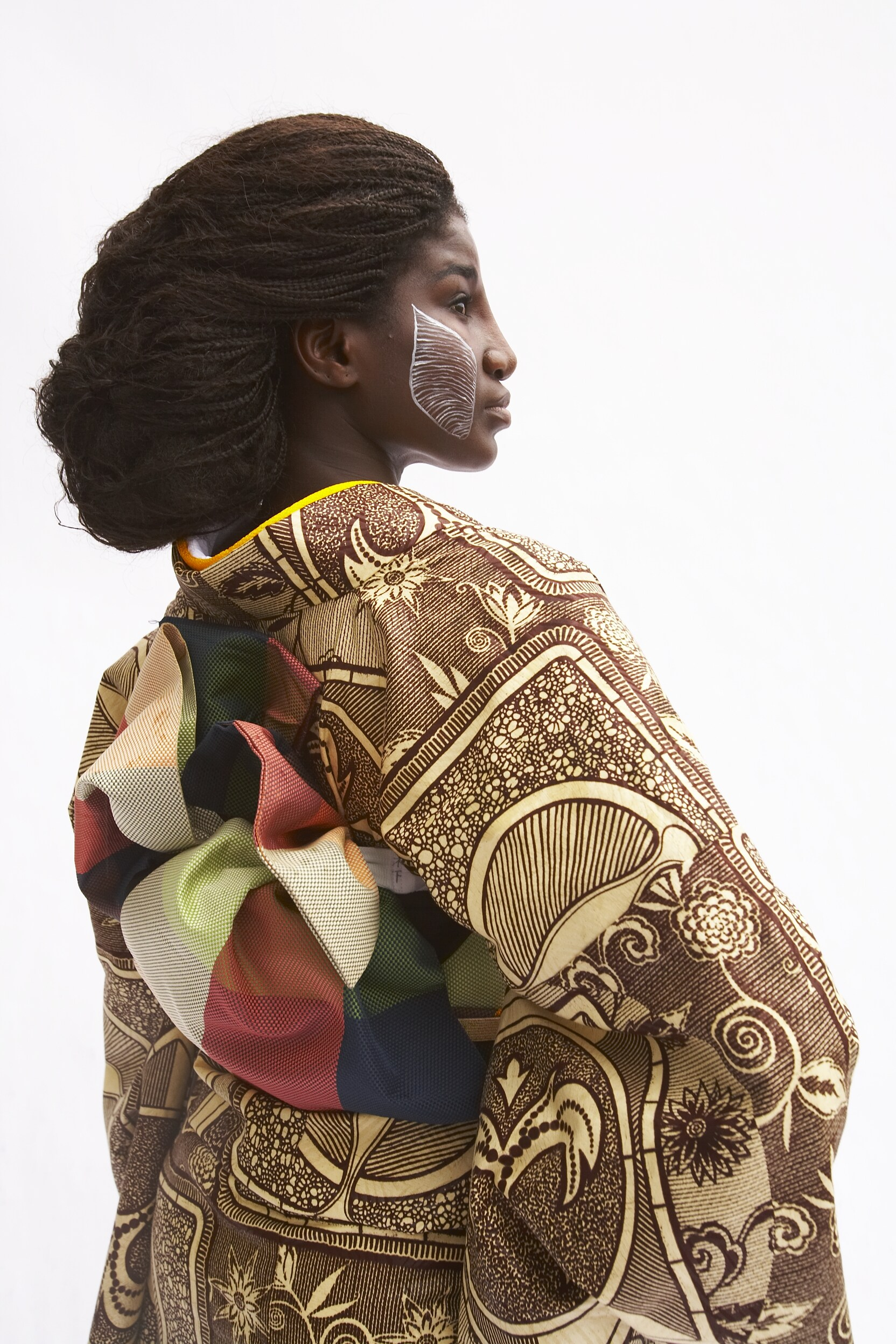
セルジュ・ムアングデザイン振袖(2009年)
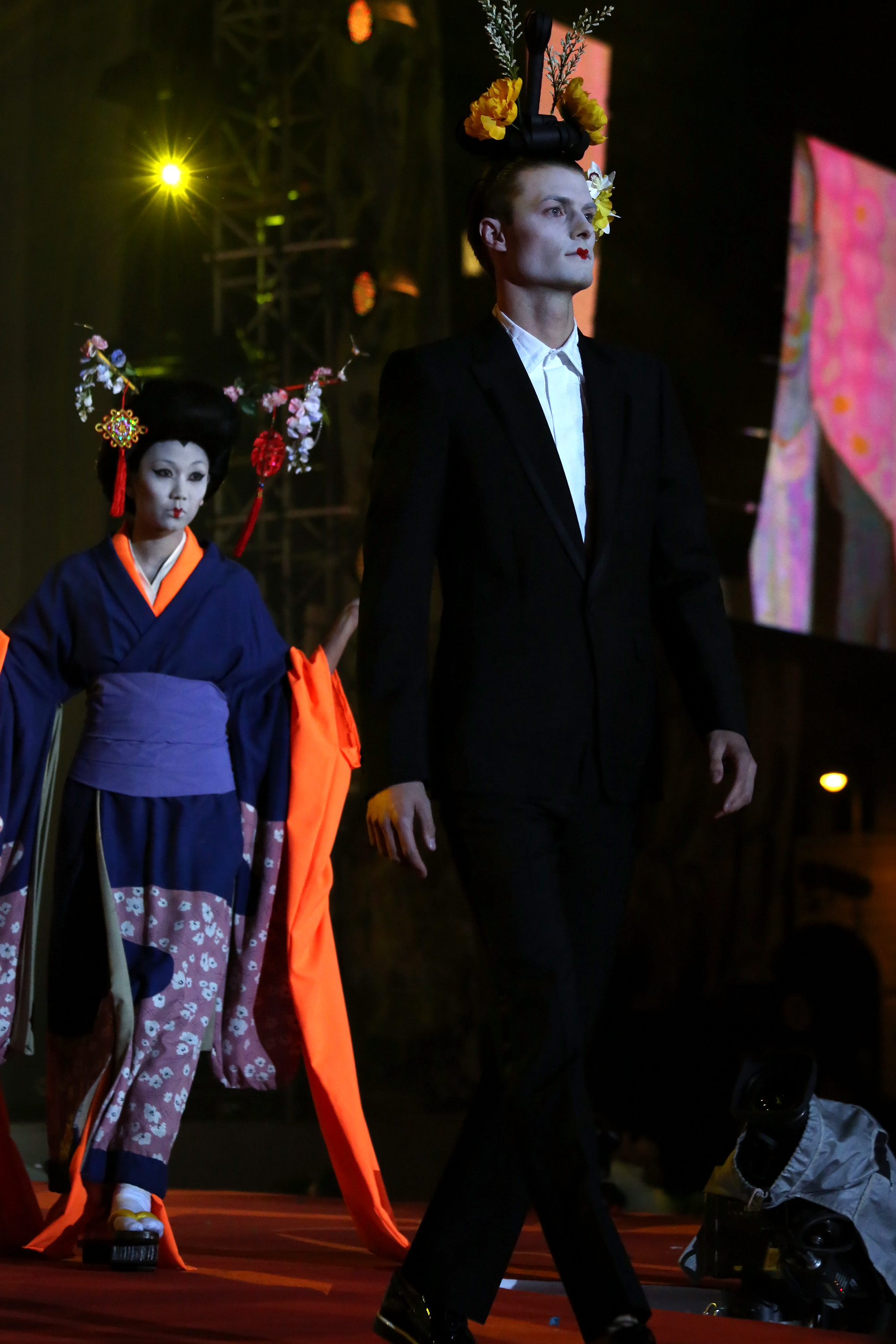
ライフ・ボール（英語版）2014のショーのオープニング
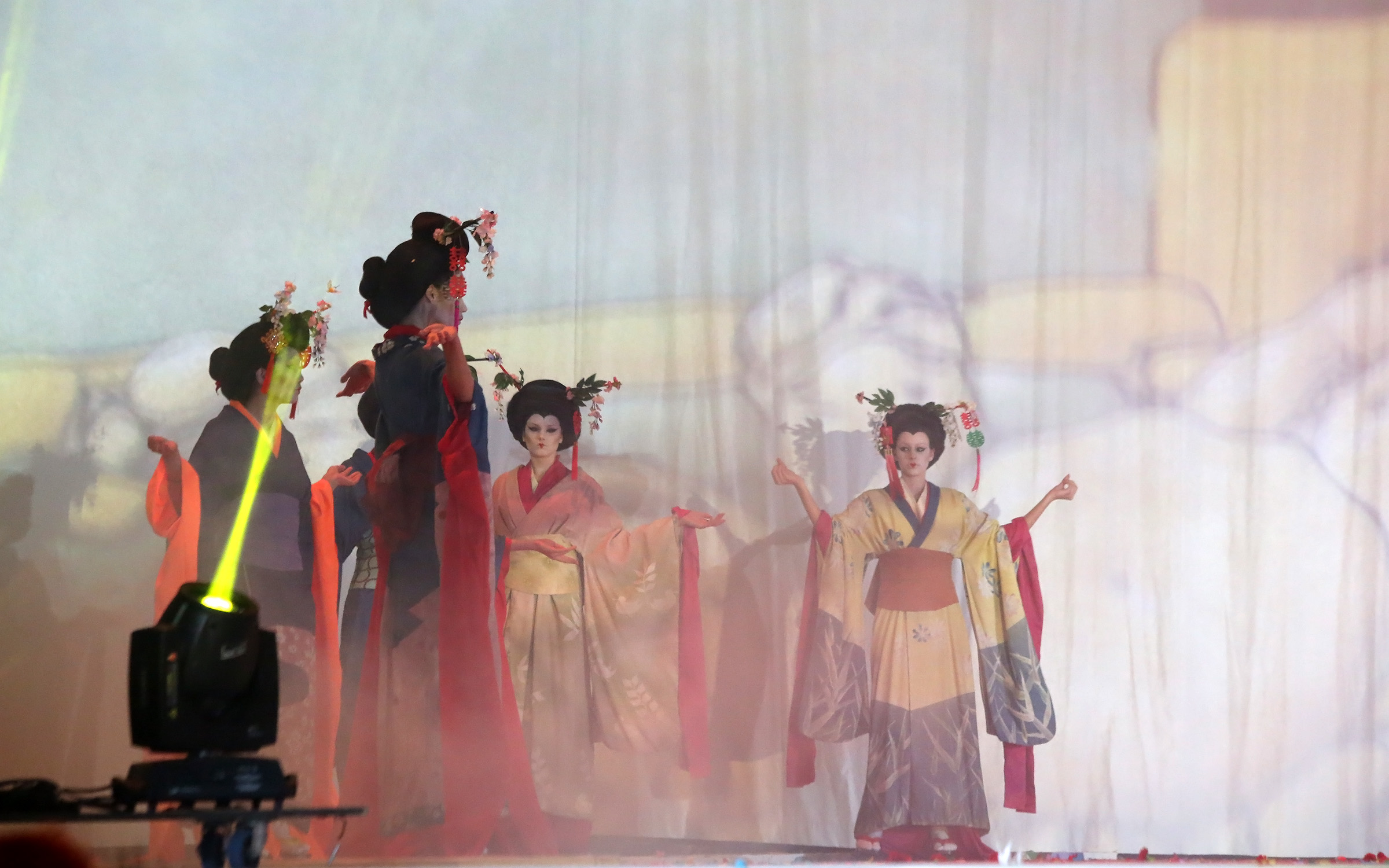
ライフ・ボール　2014年 のショー

## 着物モデルの経験のある人物
- 相沢まき
- あいざわみほ
- 青木英美
- 茜澤茜
- 朝霧靖子
- 芦田桂子
- 芦田ないる
- 阿部ここは
- 雨宮奈生
- 天野美穂子
- 安藤晴美
- 石川彩夏
- 石川凛
- 磯野あゆみ
- 稲野一美
- 石原真理
- 岩井優香里
- 上村愛香
- エバ・ハダシ
- エフゲニア・カナエワ
- 大石絵理
- 岡愛恵
- 小川沙織
- 奥野麻衣子
- 織田千穂
- 海宝真珠
- 柏谷菜々子
- 替地桃子
- 片岡まこ
- 香椎由宇
- かたせ梨乃
- 金澤有希
- 兼田玲菜
- 唐沢りん
- かんこ
- 木口美和子
- 岸史子
- 栗本奈央
- 香月はるか
- 古志安恵
- 五月女璃奈
- 桜井ひかり
- 佐藤康恵
- 下舘夏希
- 鈴木優梨
- 隅田和世
- 空風マイキ
- 高田秋
- 高橋優子
- たこやきレインボー
- 田中緑
- 田鍋梨々花
- チェルシー舞花
- つげ
- 武智志穂
- 土屋怜菜
- 出口夏希
- 遠乃おと
- 伴沙織
- 鳥居恵子
- 長山真由美
- 南波糸江
- 仁科百香
- 根本羽衣
- 葉月祥子
- 長谷川純子
- 長谷川侑紀
- 林さやか
- 林愛実
- 花瀬めぐみ
- 浜口京子
- 濱田玲
- 東野翠れん
- 日高薫 - 「京都きもの友禅」のCMやカタログに登場。
- 藤田かんな
- 穂川果音
- 牧紀子
- 真白由春
- 松浦麻里奈
- 松島史奈
- 松原渓
- 松本孝美
- 真理奈
- 万波奈穂
- 三浦葵
- 緑川静香
- 美波千夏
- Mimmam
- 三好心
- Merii
- 桃瀬美咲
- 森マリア
- 森谷まりん
- 道岡桃子
- 森田香央里
- 武藤愛美
- 山口厚子
- 山口敦子
- 山下さえ
- 山下永夏
- 山本まさみ
- 箭内夢菜
- 矢野麻美
- ユリン千晶
- 吉澤遥奈
- 吉見衣世
- 吉村ミキ
- LUNA